# Nicaragua ai Giochi della XXIX Olimpiade
Il Nicaragua ha partecipato ai Giochi della XXIX Olimpiade di Pechino, svoltisi dall'8 al 24 agosto 2008, con una delegazione di 6 atleti.

## Atletica leggera
| Gara            | Atleta           | Batterie | Batterie | Quarti | Quarti | Semifinali | Semifinali | Finale | Finale |
| Gara            | Atleta           | Tempo    | Pos.     | Tempo  | Pos.   | Tempo      | Pos.       | Tempo  | Pos.   |
| --------------- | ---------------- | -------- | -------- | ------ | ------ | ---------- | ---------- | ------ | ------ |
| 200 m maschili  | Juan Zeledon     | 23"39    | 9        |        |        |            |            |        |        |
| 100 m femminili | Jessica Aguilera | 13"15    | 8        |        |        |            |            |        |        |

## Nuoto
| Gara                        | Atleta               | Batterie | Batterie | Semifinali | Semifinali | Finale | Finale |
| Gara                        | Atleta               | Tempo    | Pos.     | Tempo      | Pos.       | Tempo  | Pos.   |
| --------------------------- | -------------------- | -------- | -------- | ---------- | ---------- | ------ | ------ |
| 50 m stile libero maschili  | Omar Núñez           | 26"00    | 72       |            |            |        |        |
| 50 m stile libero femminili | Dalia Massiel Torrez | 27"81    | 53       |            |            |        |        |

## Sollevamento pesi
| Gara            | Atleta       | Strappo | Strappo | Slancio | Slancio | Totale | Posizione |
| Gara            | Atleta       | Ris.    | Pos.    | Ris.    | Pos.    | Totale | Posizione |
| --------------- | ------------ | ------- | ------- | ------- | ------- | ------ | --------- |
| 48 kg femminile | Karla Moreno | 65      | 11      | 85      | 11      | 150    | 11        |

## Tiro
| Gara                             | Atleta          | Qualificazioni | Qualificazioni | Finale    | Finale       | Finale |
| Gara                             | Atleta          | Punteggio      | Pos.           | Punteggio | Punt. totale | Pos.   |
| -------------------------------- | --------------- | -------------- | -------------- | --------- | ------------ | ------ |
| Carabina 10 metri aria compressa | Wálter Martínez | 569            | 50             |           |              |        |
| Carabina 50 metri a terra        | Wálter Martínez | 576            | 55             |           |              |        |